# Lijst van voetbalinterlands Ierland - Mexico
Deze lijst van voetbalinterlands is een overzicht van alle officiële voetbalwedstrijden tussen de nationale teams van Ierland en Mexico. De landen speelden tot op heden zes keer tegen elkaar. De eerste ontmoeting, een vriendschappelijke wedstrijd, werd gespeeld in Dublin op 8 augustus 1984. Het laatste duel, eveneens een vriendschappelijke wedstrijd, vond plaats op 1 juni 2017 in East Rutherford (Verenigde Staten).

## Wedstrijden
| № | Plaats          | Datum           | Competitie        | Wedstrijd        | Uitslag |
| - | --------------- | --------------- | ----------------- | ---------------- | ------- |
| 1 | Dublin          | 8 augustus 1984 | Vriendschappelijk | Ierland – Mexico | 0 – 0   |
| 2 | Orlando         | 24 juni 1994    | WK 1994           | Mexico – Ierland | 2 – 1   |
| 3 | East Rutherford | 12 juni 1996    | Vriendschappelijk | Ierland – Mexico | 2 – 2   |
| 4 | Dublin          | 23 mei 1998     | Vriendschappelijk | Ierland – Mexico | 0 – 0   |
| 5 | Chicago         | 4 juni 2000     | Vriendschappelijk | Ierland – Mexico | 2 – 2   |
| 6 | East Rutherford | 1 juni 2017     | Vriendschappelijk | Mexico – Ierland | 3 – 1   |

## Samenvatting
| Competitie        | Totaal gespeeld | Winst Ierland | Gelijk | Winst Mexico | Doelsaldo Ierland – Mexico |
| ----------------- | --------------- | ------------- | ------ | ------------ | -------------------------- |
| WK-eindronde      | 1               | 0             | 0      | 1            | 1 − 2                      |
| Vriendschappelijk | 5               | 0             | 4      | 1            | 5 − 7                      |
| Totaal            | 6               | 0             | 4      | 2            | 6 − 9                      |

## Details

### Eerste ontmoeting
| Vriendschappelijk (Dublin, Ierland, 8 augustus 1984): |       |        |
| Ierland                                               | 0 – 0 | Mexico |
|                                                       | goals |        |

### Tweede ontmoeting
| WK 1994 (Orlando, Verenigde Staten, 24 juni 1994): |       |                   |
| Mexico                                             | 2 – 1 | Ierland           |
| Luis García 44' Luis García 66'                    | goals | 84' John Aldridge |

### Vierde ontmoeting
| Vriendschappelijk (Dublin, Ierland, 23 mei 1998): |       |        |
| Ierland                                           | 0 – 0 | Mexico |
|                                                   | goals |        |

### Vijfde ontmoeting
| Vriendschappelijk (Chicago, Verenigde Staten, 4 juni 2000): |       |                                     |
| Mexico                                                      | 2 – 2 | Ierland                             |
| Daniel Osorno 38' Horacio Sánchez 54'                       | goals | 60' Richard Dunne 72' Dominic Foley |

### Zesde ontmoeting
| Vriendschappelijk (East Rutherford, Verenigde Staten, 1 juni 2017):                   |       |                     |
| Mexico                                                                                | 3 – 1 | Ierland             |
| Jesús Corona 16' Raúl Jiménez 25' (pen.) Carlos Vela 54'                              | goals | 76' Stephen Gleeson |
| - Debuut van Kevin Long (Burnley FC) en Alan Browne (Preston North End) voor Ierland. |       |                     |

FAI · A-internationals · Bondscoaches · Statistieken · Iers vrouwenelftal · Olympisch elftal · Ierland U21 · Ierland U20 · Ierland U19 · Ierland U18 · Ierland U17 · Ierland U16 · Vrouwen U17
1924 – 1929 ·
1930 – 1939 ·
1940 – 1949 ·
1950 – 1959 ·
1960 – 1969 ·
1970 – 1979 ·
1980 – 1989 ·
1990 – 1999 ·
2000 – 2009 ·
2010 – 2019 ·
2020 − 2029
EK 1988 · 
EK 2012 · 
EK 2016
WK 1990 · 
WK 1994 · 
WK 2002
1924 · 
1925 · 
1926 · 
1927 · 
1928 · 
1929 · 
1930 · 
1931 · 
1932 · 
1933 · 
1934 · 
1935 · 
1936 · 
1937 · 
1938 · 
1939 · 
1940 · 1941 · 1942 · 1943 · 1944 · 1945 · 
1946 · 
1947 · 
1948 · 
1949 · 
1950 · 
1951 · 
1952 · 
1953 · 
1954 · 
1955 · 
1956 · 
1957 · 
1958 · 
1959 · 
1960 · 
1961 · 
1962 · 
1963 · 
1964 · 
1965 · 
1966 · 
1967 · 
1968 · 
1969 · 
1970 · 
1971 · 
1972 · 
1973 · 
1974 · 
1975 · 
1976 · 
1977 · 
1978 · 
1979 · 
1980 · 
1981 · 
1982 · 
1983 · 
1984 · 
1985 · 
1986 · 
1987 · 
1988 · 
1989 · 
1990 · 
1991 · 
1992 · 
1993 · 
1994 · 
1995 · 
1996 · 
1997 · 
1998 · 
1999 · 
2000 · 
2001 · 
2002 · 
2003 · 
2004 · 
2005 · 
2006 · 
2007 · 
2008 · 
2009 · 
2010 · 
2011 · 
2012 · 
2013 · 
2014 · 
2015 ·
2016 ·
2017 ·
2018 ·
2019 ·
2020 ·
2021
Albanië ·
Algerije ·
Andorra ·
Argentinië ·
Armenië ·
Australië ·
Azerbeidzjan ·
België ·
Bolivia ·
Bosnië en Herzegovina ·
Brazilië ·
Bulgarije ·
Canada ·
Chili ·
China ·
Colombia ·
Costa Rica ·
Cyprus ·
Denemarken ·
Duitsland ·
Ecuador ·
Egypte ·
Engeland ·
Estland ·
Faeröer ·
Finland ·
Frankrijk ·
Georgië ·
Gibraltar ·
Griekenland ·
Hongarije ·
IJsland ·
Iran ·
Israël ·
Italië ·
Jamaica ·
Joegoslavië ·
Kameroen ·
Kazachstan ·
Kroatië ·
Letland ·
Liechtenstein ·
Litouwen ·
Luxemburg ·
Malta ·
Marokko ·
Mexico ·
Moldavië ·
Montenegro ·
Nederland ·
Nieuw-Zeeland ·
Nigeria ·
Noord-Ierland ·
Noord-Macedonië ·
Noorwegen ·
Oekraïne ·
Oman ·
Oostenrijk ·
Paraguay ·
Polen ·
Portugal ·
Qatar ·
Roemenië ·
Rusland ·
San Marino ·
Saoedi-Arabië ·
Schotland ·
Servië ·
Slowakije ·
Sovjet-Unie ·
Spanje ·
Trinidad en Tobago ·
Tsjechië ·
Tsjecho-Slowakije ·
Tunesië ·
Turkije ·
Uruguay ·
Verenigde Staten ·
Wales ·
Wit-Rusland ·
Zuid-Afrika ·
Zweden ·
Zwitserland
België (2016) · 
Italië (2012) · 
Kroatië (2012) · 
Spanje (2012) · 
Zweden (2016)
FMF · A-internationals · Selecties · Bondscoaches · Statistieken · Mexicaans vrouwenelftal · Olympisch elftal · Mexico U21 · Mexico U20 · Mexico U19 · Mexico U18 · Mexico U17
1920 – 1949 ·
1950 – 1969 ·
1970 – 1979 ·
1980 – 1989 ·
1990 – 1999 ·
2000 – 2009 ·
2010 – 2019 ·
2020 – 2029
Copa América 1993 ·
Copa América 1995 ·
Copa América 1997 ·
Copa América 1999 ·
Copa América 2001 ·
Copa América 2004 ·
Copa América 2007 ·
Copa América 2011 ·
Copa América 2015 · 
Copa América 2016
WK 1930 ·
WK 1950 ·
WK 1954 ·
WK 1958 ·
WK 1962 ·
WK 1966 ·
WK 1970 ·
WK 1978 ·
WK 1986 ·
WK 1994 ·
WK 1998 ·
WK 2002 ·
WK 2006 ·
WK 2010 ·
WK 2014 · 
WK 2018
OS 1928 ·
OS 1948 ·
OS 1964 ·
OS 1968 ·
OS 1972 ·
OS 1976 ·
OS 1992 ·
OS 1996 ·
OS 2004 ·
OS 2012 ·
OS 2016 ·
OS 2020
1923 ·
1924–1927 ·
1928 ·
1929 ·
1930 ·
1931–1933 ·
1934 ·
1935 ·
1936 ·
1937 ·
1938 ·
1939–1946 ·
1947 ·
1948 ·
1949 ·
1950 ·
1951 ·
1952 ·
1953 ·
1954 ·
1955 ·
1956 ·
1957 ·
1958 ·
1959 ·
1960 ·
1961 ·
1962 ·
1963 ·
1964 ·
1965 ·
1966 ·
1967 ·
1968 ·
1969 ·
1970 · 
1971 · 
1972 · 
1973 · 
1974 · 
1975 · 
1976 · 
1977 · 
1978 · 
1979 · 
1980 · 
1981 · 
1982 · 
1983 · 
1984 · 
1985 · 
1986 · 
1987 · 
1988 · 
1989 · 
1990 · 
1991 · 
1992 · 
1993 · 
1994 · 
1995 · 
1996 · 
1997 · 
1998 · 
1999 · 
2000 · 
2001 · 
2002 · 
2003 · 
2004 · 
2005 · 
2006 · 
2007 · 
2008 · 
2009 · 
2010 · 
2011 · 
2012 · 
2013 · 
2014 · 
2015 · 
2016 ·
2017 ·
2018 ·
2019 ·
2020 ·
2021 ·
2022 ·
2023
Albanië ·
Algerije ·
Angola ·
Argentinië ·
Australië ·
België ·
Belize ·
Bermuda ·
Bolivia ·
Bosnië en Herzegovina ·
Brazilië ·
Bulgarije ·
Canada ·
Chili ·
China ·
Colombia ·
Congo-Kinshasa ·
Costa Rica ·
Cuba ·
Curaçao ·
DDR ·
Denemarken ·
Dominica ·
Duitsland ·
Ecuador ·
Egypte ·
El Salvador ·
Engeland ·
Estland ·
Fiji ·
Finland ·
Frankrijk ·
Gambia ·
Ghana ·
Griekenland ·
Guatemala ·
Guyana ·
Haïti ·
Honduras ·
Hongarije ·
Ierland ·
IJsland ·
Irak ·
Iran ·
Israël ·
Italië ·
Ivoorkust ·
Jamaica ·
Japan ·
Joegoslavië ·
Kameroen ·
Kroatië ·
Liberia ·
Luxemburg ·
Marokko ·
Martinique ·
Nederland ·
Nederlandse Antillen ·
Nicaragua ·
Nieuw-Zeeland ·
Nigeria ·
Noord-Ierland ·
Noord-Korea ·
Noorwegen ·
Oekraïne ·
Oezbekistan ·
Panama ·
Paraguay ·
Peru ·
Polen ·
Portugal ·
Qatar ·
Roemenië ·
Rusland ·
Saint Kitts en Nevis ·
Saint Vincent en de Grenadines ·
Saoedi-Arabië ·
Schotland ·
Senegal ·
Servië ·
Slovenië ·
Slowakije ·
Sovjet-Unie ·
Spanje ·
Suriname ·
Trinidad en Tobago ·
Tsjechië ·
Tsjecho-Slowakije ·
Tunesië ·
Uruguay ·
Venezuela ·
Verenigde Staten ·
Wales ·
Wit-Rusland ·
Zuid-Afrika ·
Zuid-Korea ·
Zweden ·
Zwitserland
Angola (2006) ·
Argentinië (2006) ·
Brazilië (1999) ·
Brazilië (2014) ·
Brazilië (2018) ·
Duitsland (2018) ·
Frankrijk (2010) ·
Iran (2006) ·
Kameroen (2014) ·
Kroatië (2014) ·
Nederland (2014) ·
Portugal (2006) ·
Uruguay (2010) ·
Zuid-Afrika (2010) ·
Zuid-Korea (2018) ·
Zweden (2018)